# The Frank Zappa AAAFNRAAAA Birthday Bundle
The Frank Zappa AAAFNRAAAA Birthday Bundle je kompilační album Franka Zappy, vydané k příležitosti jeho nedožitých 70. narozenin 21. prosince 2010. Na albu se také objevují hudebníci jako Ahmet Zappa, Dweezil Zappa, Steve Vai a další.

## Seznam skladeb
| Pořadí         | Název                                    | Délka |
| -------------- | ---------------------------------------- | ----- |
| 1.             | Willie the Pimp                          | 3:57  |
| 2.             | Bobby Brown                              | 3:07  |
| 3.             | Treacherous Cretins (Live)               | 8:19  |
| 4.             | The Deathless Horsie (Live)              | 6:16  |
| 5.             | City of Tiny Lites (Live)                | 6:56  |
| 6.             | Your Mouth                               | 3:42  |
| 7.             | My Guitar Wants to Kill Your Mama (Live) | 3:34  |
| 8.             | Jumbo Go Away (Live)                     | 5:07  |
| 9.             | Peaches en Regalia                       | 3:15  |
| 10.            | Take Your Clothes Off When You Dance     | 1:56  |
| 11.            | The Torture Never Stops                  | 10:16 |
| 12.            | Stairway to Heaven (Live)                | 10:10 |
| Celková délka: | Celková délka:                           | 66:35 |